# Maria van Nassau (1539-1599)
Maria (Dillenburg, 18 maart 1539 – Kasteel Ulft, 28 mei 1599), gravin van Nassau, Katzenelnbogen, Vianden en Dietz, was de tweede dochter uit het huwelijk van Willem de Rijke en Juliana van Stolberg. Maria was een zuster van Willem van Oranje.
Maria trouwde te Meurs op 11 november 1556 met graaf Willem IV van den Bergh (1537-1586).  Nadat in 1574 het Kasteel van Leerdam compleet verwoest werd door de Spanjaarden bestuurde zij voor haar broer het graafschap Leerdam.
Graaf Willem pleegde verraad aan zijn zwager Willem van Oranje door over te lopen naar de Spanjaarden. Het verraad kwam aan het licht en  Maria en haar echtgenoot werden op last van de Gelderse Staten op 5 november 1583 gevangengezet, maar door toedoen van Oranje kwamen ze weer snel vrij, wegens gebrek aan bewijs.
Na het overlijden van Willem IV werd Maria van Nassau gravin van den Bergh en de nieuwe vrouwe van Boxmeer.
Maria is begraven in de grafkelder van de kerk te 's-Heerenberg. Een van haar dochters, Elisabeth, was nog enige tijd abdis van stichten  van 1604-1614 in Essen (Duitsland) en Nottuln, en heeft bij de Contrareformatie in Duitsland een bescheiden rol gespeeld.

## Kinderen
Met graaf Willem IV van den Bergh kreeg ze de volgende kinderen:
- Magdalena van den Bergh-'s Heerenberg (Kasteel Bergh, 1 augustus 1557 – 25 mei 1579)
- Herman van den Bergh graaf van den Bergh-'s Heerenberg (Kasteel Bergh, 2 augustus 1558 – Spa, 12 augustus 1611)
- Frederik van den Bergh heer van Boxmeer, Sambeek, Haps en Meer (Ulft, 18 augustus 1559 – Boxmeer, 3 september 1618)
- Oswald van den Bergh (Kasteel Bergh, 16 juni 1561 – Boksum, 17 januari 1586)
- Wilhelmina van den Bergh-'s Heerenberg (Kasteel Bergh, 7 juli 1562 – verdronken in de IJssel bij Ulft, 15 november 1591)
- Elisabeth van den Bergh-'s Heerenberg (31 december 1563 – Keulen, 1572)
- Joost van den Bergh graaf van den Bergh-'s Heerenberg (Kasteel Bergh, 25 januari 1565 – Kasteel Bergh, 8 augustus 1600)
- Adam van den Bergh graaf van den Bergh-'s Heerenberg (1568 – Groningen, 7 november 1590)
- Juliana van den Bergh-'s Heerenberg (1571 – verdronken in de IJssel bij Ulft, 15 november 1591)
- Adolf van den Bergh graaf van den Bergh-'s Heerenberg (Kampen, 1572 – Den Bosch, 25 mei 1609)
- Lodewijk van den Bergh graaf van den Bergh-'s Heerenberg (1 november 1572 – Steenwijk, 10 juni 1592)
- Hendrik van den Bergh graaf van den Bergh-'s Heerenberg, heer van Stevensweerd en stadhouder van Gelre (Bremen, 1573 – 12 mei 1638)
- Catharina van den Bergh-'s Heerenberg (Kasteel Bergh, 1578 – Culemborg, 19 oktober 1640). Zij trouwde op 4 maart 1601 te 's-Heerenberg met Floris II van Pallandt 2e graaf van Culemborg 1598 (28 mei 1577 – Culemborg, 4 juni 1639). Hij was een zoon van Floris I van Pallandt (Culemborg) heer/1e graaf van Culemborg (1555), vrijheer van Palland, Witthem en Werth (1537 – 29 september 1598) en Philippa Sidonia van Manderscheid (4 april 1557 - 12 januari 1602).
- Anna van den Bergh-'s Heerenberg (1579 – Annadael, 17 augustus 1630)
- Elisabeth van den Bergh-'s Heerenberg prinses-abdis van Essen (1581 – Essen, 12 januari 1614)
- Charlotte van den Bergh-'s Heerenberg (1582 – Annadael, 2 november 1631)